# 王熾昌
王熾昌（?—?），山西省平陽府臨汾縣人，清朝政治人物、同進士出身。
光緒二十四年（1898年），参加光緒戊戌科殿試，登進士三甲175名。同年五月，著交吏部掣签分发各省，以知县即用。